# 몽골 3x3 농구 국가대표팀
몽골 3x3 농구 국가대표팀(몽골어: Монголын сагсан бөмбөгийн шигшээ баг)은 몽골의 3x3 농구 국가대표팀이다.  

## 역대 성적

### FIBA 3x3 아시아컵
- 2013년: 9위
- 2017년: 우승
- 2018년: 준우승
- 2019년: 준우승
- 2022년: 5위
- 2023년: 우승
- 2024년: 3위

### 아시안 게임
- 2018: 15위
- 2022: 3위